# Somatolophia desolata
Somatolophia desolata là một loài bướm đêm trong họ Geometridae.